# 애슐랜드 대학교
애슐랜드 대학교(Ashland University)는 미국 오하이오주 애슐랜드의 사립 기독교 대학이다. 이 대학교의 주 캠퍼스 면적은 55헥타르에 달하며 오하이오주 중심부와 북부에 오프캠퍼스 센터들이 여럿 존재한다. 애슐랜드는 1878년 애슐랜드 칼리지(Ashland College)라는 교명으로 설립되었다. 형제교회와 연계하고 있다.